# Brow Head
Brow Head (Iers: Ceann Bró) is een landtong, gelegen op het schiereiland Kilmore, in het graafschap Cork in Ierland. Het ligt nabij het landelijke townland van Mallavogue bij Crookhaven in County Cork, 3,8 kilometer ten oosten van Mizen Head.
Brow Head is het meest zuidelijke punt van Ierland op het vasteland. In de Geographia van Claudius Ptolemaeus (150 n.C) werd Brow Head aangeduid als Νοτιον (Notion), wat zuidelijk voorgebergte betekent.
De signaaltoren op Brow Head maakte deel uit van een reeks torens die in 1804 werden gebouwd tijdens de Britse heerschappij, om te waarschuwen voor een Franse invasie tijdens de napoleontische oorlogen. Oorspronkelijk werd de signalering gedaan met een systeem van vlaggen en zwarte ballen op masten. Brow Head of Mallavogue, was in de 19e eeuw een mijnbouwgebied en de overblijfselen van de mijnen en de mijnwerkershuizen zijn nog steeds te zien. Het eerste kopererts werd hier in 1852 gewonnen en mijnbouw ging met tussenpozen door tot rond 1906.
In 1904 sloot de Wireless Telegraph Co. Ltd. van Marconi een contract af met de Commissioners of Irish Lights om telegrafische apparatuur en antennes op Fastnet Rock te plaatsen. Het telegrafisch station werd verplaatst naar Brow Head, waar de signaaltorenapparatuur werd gebruikt om contact te maken met passerende schepen. Berichten werden verzonden naar de vuurtoren op Fastnet Rock door middel van signaleringsmethoden en vervolgens via draadloze telegrafie doorgestuurd naar het Brow Head-station om door te geven aan de ontvangers.